# 666. pehotni polk (Wehrmacht)
Za druge 666. polke glejte 666. polk.
666. pehotni polk (izvirno nemško Infanterie-Regiment 666) je bil eden izmed pehotnih polkov v sestavi redne nemške kopenske vojske med drugo svetovno vojno.

## Zgodovina
Polk je bil ustanovljen 11. marca 1942 kot polk 19. vala v področju Reimsa preko AOK 15 iz osebja 320. in 370. pehotne divizije.
15. oktobra 1942 je bil polk preimenovan v 666. grenadirski polk.